# Walter Parrisius
Walter Parrisius (* 29. Dezember 1891 in Berlin; † 11. Juni 1977 in Essen) war ein deutscher Mediziner.
Walter Parrisius studierte Humanmedizin in Tübingen und Freiburg. Seit 1910 war er Mitglied des Corps Suevia Tübingen. Er promovierte 1918 an der Universität Tübingen. Er war ab 1928 Chefarzt des Knappschaftskrankenhauses Essen-Steele und war außerordentlicher Professor.
1972 erhielt er das Große Verdienstkreuz der Bundesrepublik Deutschland.

## Veröffentlichungen
- Was leistet die Bewegungstemperatur für die Frühdiagnose der Lungentuberkulose? . In: Zeitschrift für Tuberkulose 29, 1917, S. 9–27 (Dissertation).